# Clémery
Clémery és un municipi francès situat al departament de Meurthe i Mosel·la i a la regió del Gran Est. L'any 2007 tenia 509 habitants.

## Demografia

### Població
El 2007 la població de fet de Clémery era de 509 persones. Hi havia 159 famílies, de les quals 17 eren unipersonals (13 homes vivint sols i 4 dones vivint soles), 52 parelles sense fills, 86 parelles amb fills i 4 famílies monoparentals amb fills.
La població ha evolucionat segons el següent gràfic:
Habitants censats

### Habitatges
El 2007 hi havia 171 habitatges, 158 eren l'habitatge principal de la família, 9 eren segones residències i 4 estaven desocupats. 165 eren cases i 6 eren apartaments. Dels 158 habitatges principals, 115 estaven ocupats pels seus propietaris, 34 estaven llogats i ocupats pels llogaters i 9 estaven cedits a títol gratuït; 9 tenien tres cambres, 28 en tenien quatre i 122 en tenien cinc o més. 141 habitatges disposaven pel capbaix d'una plaça de pàrquing. A 53 habitatges hi havia un automòbil i a 98 n'hi havia dos o més.

### Piràmide de població
La piràmide de població per edats i sexe el 2009 era:
| Homes | Edats   | Dones |
| ----- | ------- | ----- |
| 0     | 95 o +  | 0     |
| 4     | 90 a 94 | 0     |
| 0     | 85 a 89 | 0     |
| 0     | 80 a 84 | 4     |
| 4     | 75 a 79 | 8     |
| 0     | 70 a 74 | 8     |
| 8     | 65 a 69 | 4     |
| 8     | 60 a 64 | 8     |
| 20    | 55 a 59 | 4     |
| 16    | 50 a 54 | 20    |
| 4     | 45 a 49 | 12    |
| 8     | 40 a 44 | 4     |
| 20    | 35 a 39 | 16    |
| 8     | 30 a 34 | 12    |
| 24    | 25 a 29 | 8     |
| 16    | 20 a 24 | 8     |
| 4     | 15 a 19 | 20    |
| 12    | 10 a 14 | 4     |
| 24    | 5 a 9   | 16    |
| 8     | 0 a 4   | 24    |

## Economia
El 2007 la població en edat de treballar era de 321 persones, 251 eren actives i 70 eren inactives. De les 251 persones actives 236 estaven ocupades (132 homes i 104 dones) i 14 estaven aturades (6 homes i 8 dones). De les 70 persones inactives 15 estaven jubilades, 33 estaven estudiant i 22 estaven classificades com a «altres inactius».

### Ingressos
El 2009 a Clémery hi havia 169 unitats fiscals que integraven 516 persones, la mediana anual d'ingressos fiscals per persona era de 20.611 €.

### Activitats econòmiques
Dels 25 establiments que hi havia el 2007, 1 era d'una empresa extractiva, 1 d'una empresa alimentària, 1 d'una empresa de fabricació de material elèctric, 1 d'una empresa de fabricació d'elements pel transport, 1 d'una empresa de fabricació d'altres productes industrials, 3 d'empreses de construcció, 6 d'empreses de comerç i reparació d'automòbils, 1 d'una empresa d'hostatgeria i restauració, 1 d'una empresa d'informació i comunicació, 2 d'empreses immobiliàries, 5 d'empreses de serveis, 1 d'una entitat de l'administració pública i 1 d'una empresa classificada com a «altres activitats de serveis».
Dels 4 establiments de servei als particulars que hi havia el 2009, 1 era un paleta, 1 fusteria, 1 electricista i 1 restaurant.
Dels 2 establiments comercials que hi havia el 2009, 1 era una fleca i 1 una botiga de material de revestiment de parets i terra.
L'any 2000 a Clémery hi havia 9 explotacions agrícoles.

## Equipaments sanitaris i escolars
El 2009 hi havia una escola elemental.

## Poblacions més properes
El següent diagrama mostra les poblacions més properes.